# Tångsnärta
Tångsnärta (Chirolophis ascanii) är en fisk i familjen tångsnärtefiskar.

## Utseende
Tångsnärtan en långsträckt fisk med mycket lång ryggfena, som enbart har taggstrålar. Även analfenan är lång, över halva kroppen i längd. På huvudet har den gula till mörkbruna, plymliknande utväxter. Äldre hanar kan också ha liknande utskott på ryggfenans framkant. Den är oregelbundet mönstrad i gult och brunt, dock inte på den ljusare buken. Tångsnärtan kan bli upp till 25 centimeter lång.

## Utbredning
Arten förekommer längs Kanadas östkust, Islands väst- och sydkust, kring Färöarna, runt Brittiska öarna, längs norska kusten till Kolahalvön. Sällsynt i Skagerack, Kattegatt och Öresund.

## Vanor
Tångsnärtan är en bottenfisk som lever på hårda bottnar mellan 10 och 250 meter. Den livnär sig på ryggradslösa bottendjur och alger. 
Tångsnärtan leker under hösten, och lägger äggen direkt på havsbottnen. De kläcks efter omkring en månad. Ynglen är pelagiska i ungefär en månad. Fisken leker i Sverige.